# Otterstads gamla kyrka
Otterstads gamla kyrka låg invid Ullersund, på Kållandsö omkring 700 meter från Otterstads nuvarande kyrka. Idag återstår inte mycket ovan jord på den gamla begravningsplatsen. Byggnaden raserades i samband med att den nya kyrkan blev färdig år 1854. 

## Kyrkobyggnaden

### Den ursprungliga kyrkan
Om hur den ursprungliga anläggningen var uppbyggd är inte mycket känt. Man vet i att det bestod av ett rektangulärt långhus. Förmodligen fanns det ett kor i öster som var smalare och rakslutet. Det har antagits att man använt gråsten till byggnadsmaterial vilket då daterar kyrkan till 1200-talet, alltså senare än sandstenskyrkorna i trakten. Foten till en dopfunt i romansk stil av sandsten finns ännu i behåll och förvaras i nya kyrkan.

### Om- och tillbyggnader
Kyrkan förlängdes 10 alnar i öster på 1650-talet som Magnus Gabriel De la Gardie bekostade. Anläggningen mätte nu cirka 21 x 11 meter. Istället för det låga och smala medeltida koret fick långhuset en modern tresidig avslutning. Även de gamla fönstergluggarna försvann när fönstren förstorades. Huvudingången låg i väst vid denna tid men behöver inte vara den ursprungliga placeringen. 1688 tillbyggdes ett vapenhus av tegel vid södra väggen och en ingång öppnades i långhusväggen. En ny sakristia uppfördes istället för den gamla förfallna.

### Inventarier
De flesta inventarierna från kyrkan förvaras nu i Otterstads nya kyrka.